# Gilles Ortlieb
Gilles Ortlieb est un écrivain français né le 20 mai 1953 à Ksar Es Souk (aujourd’hui Errachidia) au Maroc. Prosateur, poète, essayiste et traducteur, il est l'auteur d'une trentaine de livres.

## Biographie
Né au Maroc, Gilles Ortlieb fait sa scolarité en France, puis des études de lettres classiques à la Sorbonne avant de se tourner vers l'étude du grec moderne aux « Langues O’ »,.
Il enchaîne les petits boulots, devient marionnettiste et gardien de nuit avant de partir à travers le monde. Après son service militaire en Allemagne, il multiplie les voyages en Grèce et en Méditerranée.
En 1986, il s'installe à Luxembourg, où il travaille comme traducteur pour l’Union européenne.
Il collabore à de nombreuses revues dont La Nouvelle Revue française, qui publie ses premiers textes.
Son premier livre de prose paraît en 1991 aux éditions Le Temps qu'il fait ; il est suivi de nombreux autres ouvrages : récits, poèmes, essais ou carnets. Dans ses livres, et notamment Tombeau des anges (2011), évocation minutieuse de la Lorraine sinistrée, Gilles Ortlieb s’affirme comme un « veilleur fraternel » en quête des menues épiphanies du quotidien. « Il [en] note les détails infimes qu’il restitue dans des textes brefs, denses et allusifs, et se fait tantôt prosateur, tantôt poète. »
Il a notamment traduit de nombreux ouvrages de la littérature grecque (Constantin Cavafy, Georges Séféris, Mikhail Mitsákis, Thanásis Valtinós, Dionýsios Solomós, Níkos Kavvadías, etc.).
En tant qu’essayiste, il publie Sept Petites Études sur des écrivains qu’il aime, comme Henri Thomas ou Emmanuel Bove.

## Ouvrages
- L’Arbre-serpent (contes populaires grecs), Bordas, 1982
- Brouillard journalier, Obsidiane, 1984
- Petit-Duché de Luxembourg, Le Temps qu’il fait, 1991
- Soldats et autres récits, Le Temps qu’il fait, 1991 ; rééd. revue, augmentée et corrigée, préface de l'auteur, Le bruit du temps, coll. « Poche », 2014
- Gibraltar du Nord, Le Temps qu’il fait, 1995
- Poste restante, La Dogana, 1997
- La Paire de chaussures, Le Temps qu’il fait, 2000 (hors-commerce)
- La Nuit de Moyeuvre, Le Temps qu’il fait, 2000
- Place au cirque, Gallimard, 2002
- Les Tramways de Bruxelles, Théodore Balmoral, 2002
- Sept Petites Études, Le Temps qu’il fait, 2002 Sur Emmanuel Bove, Constantin Cavafy, Jean Forton, Charles Cros, Henri Thomas, Odilon-Jean Périer et sur la traduction.
- Carnets de ronde, Le Temps qu’il fait, 2004
- Meuse métal, etc. (poèmes), Le Temps qu’il fait, 2005
- Au grand miroir, Gallimard, coll. « L'un Et L'autre », 2005 ; rééd. avec une préface d'Alexandre Postel, suivie d'un entretien avec Thierry Bouchard, Le bruit du temps, coll. « Poche », 2024
- À eux-mêmes inconnus, sur des photographies de Jean-François Bonhomme, Le Temps qu’il fait, 2006
- Noël à Ithaque, Le Temps qu'il fait, coll. « Refuges », 2006
- Des orphelins, Gallimard, coll. « L'un Et L'autre », 2007
- Sous le crible, Finitude, 2008
- Le Train des jours, Finitude, 2010
- En pays gommé, Le Temps qu'il fait, 2011 (hors-commerce)
- Tombeau des anges, Gallimard, coll. « L'un Et L'autre », 2011 Prix Servais 2012 du Centre national de littérature luxembourgeoise.
- Liquidation totale (photographies et textes), Le Temps qu'il fait, 2011
- Vraquier (Notes & Légendes), Finitude, 2013
- Et tout le tremblement, Le bruit du temps, 2016
- Dans les marges, Le bruit du temps, 2016
- Pavillon Moïana, avec un frontispice de Michel Potage, Fata Morgana, 2017
- Ângelo, Finitude, 2018 Sur le poète portugais Ângelo de Lima.
- Un dénuement – Arthur Adamov, Fario, 2019  (ISBN 979-10-91902-52-6)
- La Nuit de Moyeuvre (recueil de nouvelles), édition revue, augmentée et corrigée, Le temps qu’il fait, coll. « Corps 9 », 2022
- Cadillac[4], 19 exemplaires comportant chacun deux peintures originales de Denis Martin, Fata Morgana, 2022
- Cabotages, illustrations de Denis Martin, Fata Morgana, 2024
- Le Sel, la Dame et l'Éponge, Le bruit du temps, 2024

### Ouvrage collectif
- Writing the Real: A Bilingual Anthology of Contemporary French Poetry (traducteur Stephen Romer), Enitharmon Press, 2016

## Traductions

### Dugrec moderne
- Constantin Cavafy, Poèmes anciens ou retrouvés (en collaboration avec Pierre Leyris), Seghers, 1987
- Georges Séféris, Six Nuits sur l’Acropole, Maren Sell/Calmann-Levy, 1994 ; nouvelle édition, traduction revue et corrigée, nouvelle présentation, Le bruit du temps, 2013
- Mihaïl Mitsakis (el), Le Suicidé et autres textes, Le temps qu’il fait, 1997
- Zissimos Lorenzatos (el), Un poème singulier de Cavafy, revue Théodore Balmoral n° 38, 2001
- Mihaïl Mitsakis, Le Chercheur d’or, Finitude, 2003
- Thanásis Valtinós, Accoutumance à la nicotine, Finitude, 2007
- Dionýsios Solomós, La Femme de Zante, Le Bruit du temps, 2009
- Georges Ioannou (el), Le Pan d'ombre, revue Théodore Balmoral n° 62/63, 2010
- Thanásis Valtinós, Contre-courant, préface de Gilles Ortlieb, suivi de notes sur l’histoire de l’occupation et de la guerre civile en Grèce, Fario, 2015
- Georges Séféris, Journées, 1925-1944, traduction et préface, Le bruit du temps, 2021

### De l’allemand
- Frank Wedekind, Un mauvais démon, La Dogana, 1990
- Patrick Roth, Mon chemin vers Chaplin, Le bruit du temps, 2015

### De l’anglais
- Patrick McGuinness, Guide bleu, revue Théodore Balmoral, n° 61, 2009
- Patrick McGuinness, Guide bleu, Fario, 2015
- Stephen Romer, Le Fauteuil jaune, Le bruit du temps, 2021

## Entretiens
- Avec Thierry Bouchard
  - Revue Théodore Balmoral
    - n° 59/60, La beauté du séjour parmi les hommes, 2009
    - n° 61, De la peau et des poils, 2009
    - n° 62/63, Son œil de rouge-gorge, 2010
    - n° 64, Le point où j'en suis, 2010
    - n° 65, Sur le trébuchet de l'apothicaire, 2011
    - n° 66/67, Sous un grand parapluie bleu, 2011
    - n° 68, Je suis dans un café, 2012
    - n° 69/70, Fais voir ta langue !, 2012
    - n° 71, Le Messager de splendeurs cachées, 2013
    - n° 72/73, Le Signe de l'or, 2013
    - n° 74, Du vin, des livres et des roses, 2014

  - Revue Europe
    - n° 1115, Georges Séféris/Gilles Ortlieb[5], mars 2022